# Rattle and Hum
Rattle and Hum räknas som U2:s sjätte studioalbum (även om hälften är livematerial) och det utkom 10 oktober 1988. Det är också namnet på en konsertfilm, "rockumentär", som hade premiär hösten 1988.
U2 åkte under 1987 runt och turnerade med sitt succéalbum The Joshua Tree. De ville föreviga det hela på film och från början var det tänkt att vara en lågbudget-dokumentär.
Till filmen, som är en blandning av dokumentär och konsertmaterial i både svartvitt och färg, beslutade U2 också sig för att ge ut en skiva på samma tema.
Rattle And Hum är i stor del en hyllning till amerikansk musik, som rock, blues och gospel. Även om både filmen och albumet fick ett relativt bra mottagande när de kom ut, svängde opinionen senare. U2 anklagades för att vara självupptagna, pretentiösa och använda sig av vad andra tidigare hade åstadkommit. Dessutom ansågs de placera sig själva bland musikens legender, som till exempel Elvis Presley, Jerry Lee Lewis, Johnny Cash, Bob Dylan, The Rolling Stones och The Beatles. Skivan är dessutom släppt mellan de två mest hyllade plattorna i deras katalog; The Joshua Tree (1987) och Achtung Baby (1991).
Albumet är producerat av Jimmy Iovine och filmen regisserades av Phil Joanou.
Under Joshua Tree Tour spelades låten Sunday Bloody Sunday för enda gången på Nordirland och söndagen den 8 november 1987 hade U2 en spelning i Denver. Tidigare samma dag hade terrorister detonerat ett par bomber i den nordirländska staden Enniskillen (Bombattentatet i Enniskillen ). Bandet framförde låten med en akustiskt intro. I mitten håller Bono ett tal:
| ”                                                                                                  | Let me tell you somethin'. I've had enough of Irish Americans who haven't been back to their country in twenty or thirty years come up to me and talk about the resistance, the revolution back home…and the glory of the revolution…and the glory of dying for the revolution. Fuck the revolution! They don't talk about the glory of killing for the revolution. What's the glory in taking a man from his bed and gunning him down in front of his wife and children? Where's the glory in that? Where's the glory in bombing a Remembrance Day parade of old age pensioners, their medals taken out and polished up for the day. Where's the glory in that? To leave them dying or crippled for life or dead. Under the rubble of the revolution. That, the majority of the people in my country don't want. No more! | „ |
| – Bono, Denver, 8 november 1987. Uttalandet finns förevigat på U2:s dokumäntärfilm Rattle and Hum. | |   |

## Låtlista
Musik skriven av U2, texter av Bono om inte annat anges.
1. "Helter Skelter" (live) - 3:07 (Lennon/ McCartney)
2. "Van Diemen's Land" - 3:05 (The Edge/ U2)
3. "Desire" - 2:59
4. "Hawkmoon 269" - 6:22
5. "All Along the Watchtower" (live) - 4:24 (Dylan)
6. "I Still Haven't Found What I'm Looking For" (live) - 5:53
7. "Freedom For My People" (inte med U2) - 0:38 (Magee, Robinson, Mabins)
8. "Silver and Gold" (live) - 5:49
9. "Pride (In the Name of Love)" (live) - 4:27
10. "Angel of Harlem" - 3:49
11. "Love Rescue Me" (Med Bob Dylan) - 6:24 (Bono, Dylan/ U2)
12. "When Love Comes to Town" (med BB King) - 4:15
13. "Heartland" - 5:03
14. "God Part II" - 3:15
15. "The Star-Spangled Banner (inte med U2) - 0:43 (Key, Smith)
16. "Bullet the Blue Sky" (live) - 5:36
17. "All I Want is You" - 6:30

## Film
1. "Helter Skelter" (live)
2. "Van Diemen's Land"
3. "Desire" (demo)
4. "Exit" / "Gloria" (live)
5. "I Still Haven't Found What I'm Looking For" (med kör)
6. "Freedom For My People"
7. "Silver and Gold" (live)
8. "Angel of Harlem" (demo)
9. "All Along the Watchtower" (live)
10. "In God's Country" (live)
11. "When Love Comes To Town" (live)
12. "Heartland"
13. "Bad" / "Ruby Tuesday" / "Sympathy for the Devil" (live)
14. "Where the Streets Have No Name" (live)
15. "MLK" (live)
16. "With or Without You" (live)
17. "The Star-Spangled Banner" / "Bullet the Blue Sky" (live)
18. "Running to Stand Still" (live)
19. "Sunday Bloody Sunday" (live)
20. "Pride (In The Name Of Love)" (live)
21. "All I Want Is You"